# 福田啓二
福田 啓二（ふくだ けいじ、1890年〈明治23年〉12月1日 - 1964年〈昭和39年〉3月23日）は、日本の海軍軍人、造船学者。戦艦「大和」設計者の一人。海軍技術中将正四位勲二等（旭日重光章・瑞宝章）。

## 経歴
福田馬之助海軍造船中将の次男。東京府東多摩郡中野村（現東京都中野区）生まれ。旧制第一高等学校を経て1914年（大正3年）、東京帝国大学工学部造船科卒業。海軍中技師(中尉相当)任官。1920年（大正9年）から1923年（大正12年）まで英国駐在。グリニッジ王立海軍大学校に学ぶ。造船中佐時代はロンドン海軍軍縮会議のため半年間英国出張した。
藤本喜久雄の急死後、1935年（昭和10年）から1936年（昭和11年）にかけて、海軍艦政本部第四部基本計画主任として大和型戦艦の設計に携わる（平賀譲#平賀艦艇設計の評価）。1940年（昭和15年）、海軍造船中将、翌年に艦政本部第四部長に就任し、東京帝国大学工学部教授を兼任した1943年（昭和18年）艦政本部技術監。
第二次世界大戦終結後は、チャーチル会に属して大和など戦艦の油彩画や素描を描き、晩年には戦艦建造に関する執筆もおこなった。

## 著書
- 福田啓二ほか著『軍艦開発物語〈2〉造船官が語る秘められたプロセス』光人社、 2002年。ISBN 978-4-7698-2353-7
- 福田啓二編『軍艦基本計画資料』今日の話題社、1989年。 ISBN 4-87565-207-0